# Hochburg (Emmendingen)
Die Hochburg, auch Burg Hachberg genannt, ist eine Höhenburg 343,6 m ü. NHN auf der Gemarkung von Windenreute, einem Stadtteil von Emmendingen, nahe Sexau im Landkreis Emmendingen in Baden-Württemberg. Die Linie der Markgrafen von Hachberg bezieht ihren Namen von dieser Burg. 
Nach dem Heidelberger Schloss und der Burg Rötteln bei Lörrach ist die Hochburg die drittgrößte Burganlage in Baden. Geographisch liegt die Burganlage am Rande des Schwarzwalds in der Emmendinger Vorbergzone.

## Der Name
Die Herkunft des Namens ist nicht eindeutig belegt. Eine Hypothese geht davon aus, dass ein Gefolgsmann Karls des Großen namens Hacho von diesem ein Gut in der Gegend der Burg Hachberg erhalten hatte und der Namensgeber der Burg sei. Diese Hypothese wird auch durch eine in der Burg angebrachte Tafel des Markgrafen Karl II. unterstützt. Eine Urkunde von 1161 nennt sie Castro Hahberc. Der Erbauer der Burg hat vermutlich für sein Geschlecht den Namen der Burg angenommen, ebenso wie später die neue Seitenlinie des Hauses Baden den Namen „Hachberg“ führte.
Die Umwandlung der Bezeichnung „Hachberg“ in „Hochberg“ ist zunächst in französischen Quellen zu bemerken, die sich mit Mitgliedern der Linie Hachberg-Sausenberg beschäftigen, die zugleich Grafen von Neuenburg waren.
1787 lebte der Name „Hochberg“ wieder auf, als Markgraf Karl Friedrich von Baden in zweiter Ehe Luise Karoline Freiin Geyer von Geyersberg heiratete und sie zur Freifrau von Hochberg machte.

## Geschichte

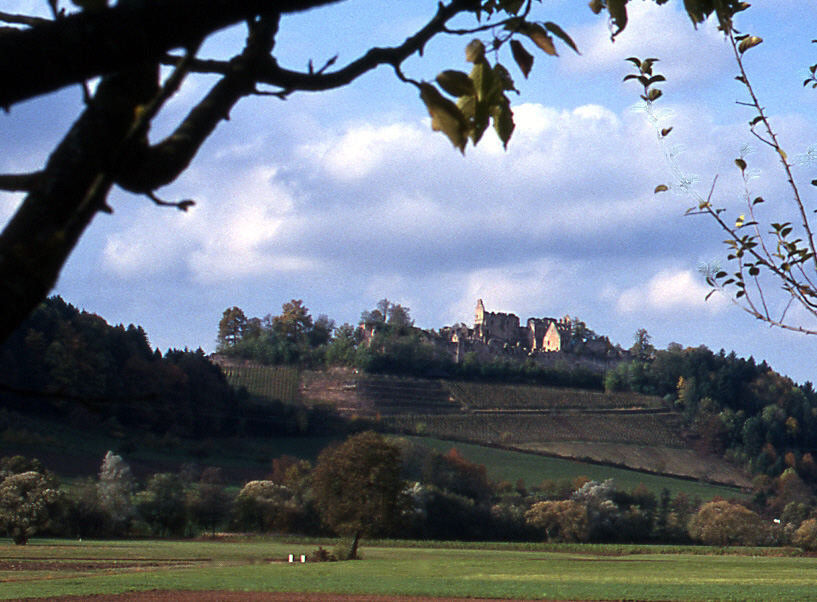
Gesamtansicht der Hochburg

### Die Herren von Hachberg
Die Burg wurde vermutlich im 11. Jahrhundert von Dietrich von Emmendingen gegründet, der sich später „von Hachberg“ nannte – wahrscheinlich als Rodungsburg. Die erste urkundliche Erwähnung stammt aus dem Jahr 1127.
Aus den Umständen wird abgeleitet, dass Erkenbold von Hachberg als Letzter seines Geschlechts seinen Besitz an die Zähringer übergeben hat und seine Teilnahme am Kreuzzug (1147–1149) finanzierte.

### Die Markgrafen von Baden 1161–1212
Eine Urkunde über die Verhandlungen zur Gründung des Klosters Tennenbach von 1161 deutet darauf hin, dass Herrmann IV. von Baden zu diesem Zeitpunkt Herr der Burg Hachberg war.

### Die Markgrafen von Baden-Hachberg 1212–1415
Als die Söhne von Herrmann IV., Herrmann V. und Heinrich I., um 1212 die Markgrafschaft teilten, wurde die Burg Hachberg Herrschaftsmittelpunkt der Markgrafschaft Baden-Hachberg und der dort herrschenden Nebenlinie des Hauses Baden.

### Die Markgrafen von Baden 1415–1535
1415 erwarb Markgraf Bernhard I. aus der badischen Hauptlinie Burg und Herrschaft von dem verschuldeten Markgrafen Otto II. von Baden-Hachberg.
Die Burg überstand 1424 den Krieg des Oberrheinischen Städtebundes gegen Bernhard I. Auch im Bauernkrieg 1525 hielt sie stand.

### Die Markgrafen von Baden-Durlach 1535–1771
Ab 1553 wurde die Burg unter Karl II. stark erweitert. „Die mittelalterliche Adelsburg wurde zu einer renaissancezeitlichen Schloss- und Festungsanlage umgebaut…“

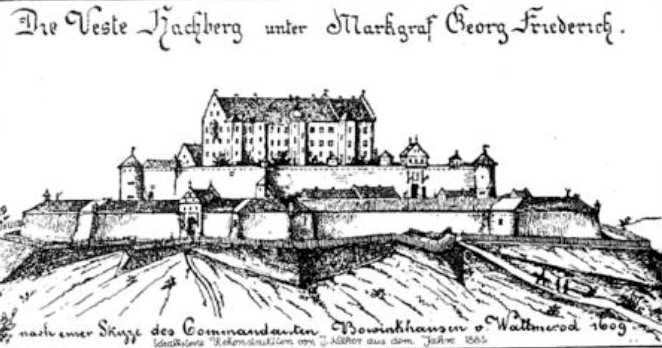
Hochburg (1609)

Markgraf Georg Friedrich ergänzte die Burg um sieben Bastionen. Die Namen einiger dieser Bastionen nehmen Bezug auf die Schwesterburgen der Hochburg im badischen Oberland, die ebenfalls den baden-durlachischen Markgrafen gehörten (Bastion Rötteln, Bastion Sausenberg, Bastion Badenweiler).
Im Dreißigjährigen Krieg wurde die Burg von 1634 bis 1636 belagert und nach Kapitulation der Verteidiger geschleift. Der Wiederaufbau erfolgte ab 1660 durch Markgraf Friedrich VI.
Bereits 1681 wurden allerdings die Verteidigungsanlagen der Burg freiwillig zerstört, nachdem Frankreich nach dem Friede von Nimwegen seine Herrschaft bis Freiburg im Breisgau ausgedehnt hatte und die Burg daher dem neuen mächtigen Nachbarn ein Dorn im Auge war. Am 13. Oktober 1684 zerstörte ein durch das Gesinde fahrlässig verursachter Brand die ehemalige Festung weiter. Am 12. Oktober 1688 besetzten französische Truppen aus Freiburg zu Beginn des Pfälzischen Erbfolgekriegs die verbliebenen Reste der Festung und sprengten am 17. Februar 1689 die Ecktürme und einen Teil der Mauern. Danach wurden auch die noch bewohnbaren Gebäude und die Kellergewölbe gesprengt. Nach französischer Auffassung waren zuvor die Bastionen binnen sechs Wochen wiederherstellbar gewesen. Eine Wiederherstellung sollte mit der Sprengung endgültig verhindert werden.

### Die Erhaltung der Ruine

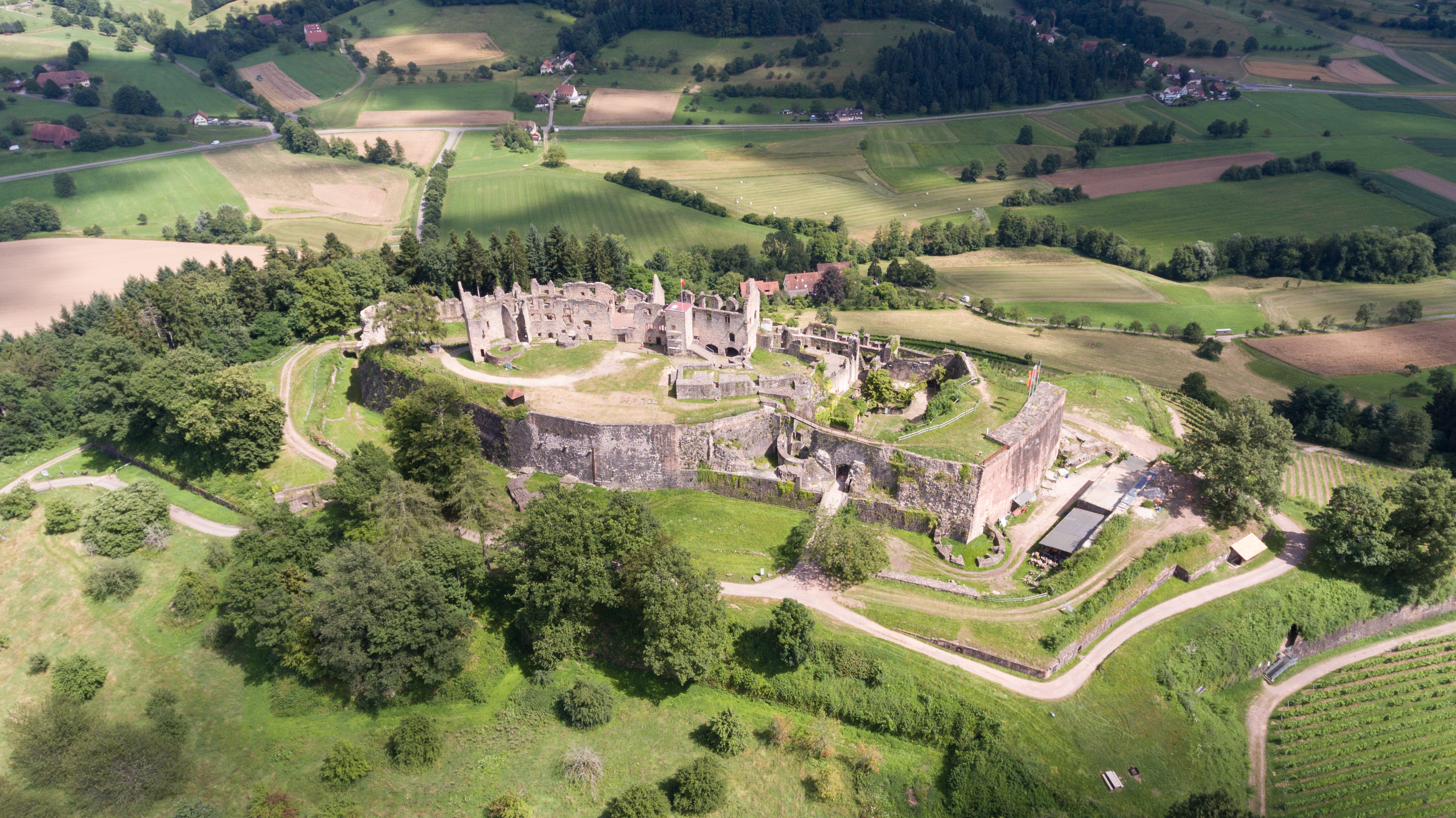
Luftaufnahme der Hochburg (Juli 2016)

Ende des 19. Jahrhunderts wurden erste bauliche Sicherungs- und Erhaltungsmaßnahmen ergriffen, die bis in die Gegenwart weitergeführt werden. Die beiden Weltkriege unterbrachen die Arbeiten an der Ruine.
Seit 1971 wird die Burganlage durch den Verein zur Erhaltung der Ruine Hochburg mit Sitz in Emmendingen und seinen Helfern in ehrenamtlicher Arbeit betreut. Seit 2007 ist der Verein auch Pächter der Burgruine.

### Heutige Nutzung
Die Hochburg ist für Besichtigungen geöffnet. Sie zählt zu den landeseigenen Monumenten und wird von der Anstalt Staatliche Schlösser und Gärten Baden-Württemberg betreut. Seit 1991 ist im Keller der Oberburg ein kleines Burgmuseum eingerichtet.

## Die Hochburg in Kunst und Literatur

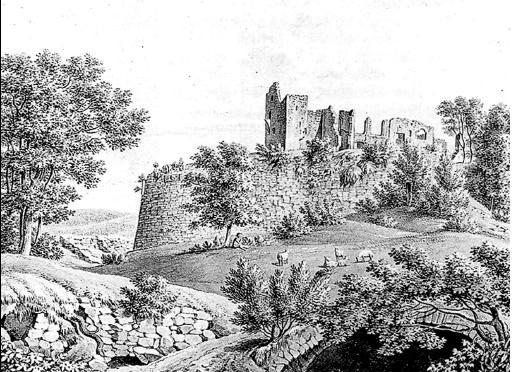
Kupferstich der Ruine Hochburg von Johannes Esaias Nilson

Jakob Michael Reinhold Lenz weilte 1775 bis 1779 mehrfach in Emmendingen – wo er von Johann Wolfgang von Goethe bei dessen Schwager Johann Georg Schlosser eingeführt wurde – und ließ sich von der Ruine Hochburg zu einer Abhandlung über Shakespeares Dramen anregen.
Von Johannes Esaias Nilson gibt es einen Kupferstich mit der Ruine Hochburg um 1770. Auch von Goethe existiert eine Zeichnung mit Motiven aus der Hochburg.
Um die Hochburg ranken sich mehrere Sagen, wobei jeweils die Rede von einem verborgenen Schatz ist:
- Eine weiße Jungfrau geht bei Mondschein fröhlich in das Brettental und weinend auf die Burg zurück. Dabei hat sie immer einen Schlüsselbund, der wohl den Zugang zu einem Schatz gewähren könnte.

- Ein Hirtenjunge findet in der Schlossruine einen prächtigen Saal, in dem zwölf Männer ihn königlich bewirten und ihm abschließend Goldstücke schenken. Als der Junge mit den Dörflern wieder zum Schloss geht, ist von dem Saal und den Männern nichts mehr zu sehen. Die zwölf Verwunschenen sollen als Retter erscheinen, wenn Deutschland in großer Not ist.[14]

- Ein junger Mann verrennt sich in die Idee, einen Goldschatz in den unterirdischen Gängen der Ruine zu suchen, und stirbt schließlich wahnsinnig geworden.[15]

2017 wurde die Hochburg auch Kulisse für einen Kriminalroman von Thomas Erle.